# Museum für Photographie (Braunschweig)

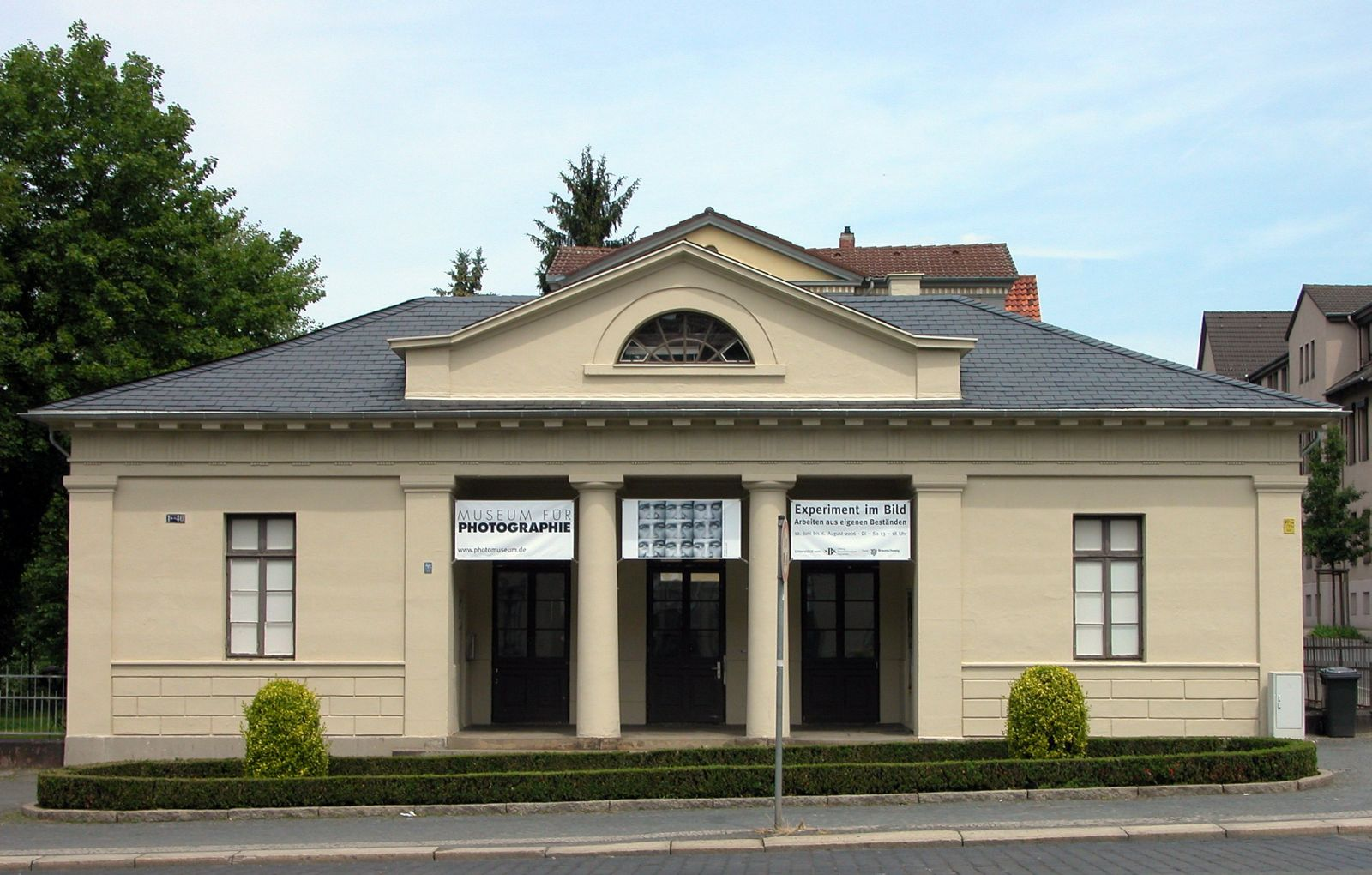
Haus 1 des Museums, im Juni 2006

Das Museum für Photographie Braunschweig in Braunschweig wurde 1984 gegründet und zeigt Ausstellungen zur Fotografie und der Entwicklung des Mediums in der Vielschichtigkeit seiner Bildsprachen und konzeptuellen Herangehensweisen.
Zu seiner Sammlung zählen Fotografien des 19., 20. und 21. Jahrhunderts sowie Nachlässe wie der von Käthe Buchler, Hans Steffens. Das Museum ist angegliedert an die Museumskarte der Stadt Braunschweigs und den AdKV. Träger des Museums ist ein gemeinnütziger Verein mit etwa 175 Mitgliedern.
Das Museum ist „mit seinen viel beachteten Ausstellungsaktivitäten mittlerweile fester Bestandteil des internationalen Fotografie-Netzwerkes“ und zeigt kontinuierlich Werke zeitgenössischer Fotografinnen und Fotografen in monografischen Ausstellungen, darunter in der Vergangenheit von Künstlerinnen und Künstlern wie Lewis Baltz, Beate Gütschow, Seiichi Furuya, Jitka Hanzlovà, Ute Mahler, Franz Wanner und Clare Strand. Die Kunsthistorikerin Barbara Hofmann-Johnson leitet das Museum seit November 2016.
Das Museum zeigt regelmäßig die Ausstellungen zum renommierten Förderpreis Dokumentarfotografie der Wüstenrot-Stiftung, der in Zusammenarbeit mit der Fotografischen Sammlung des Museums Folkwang Essen gegründet wurde.

## Gründung

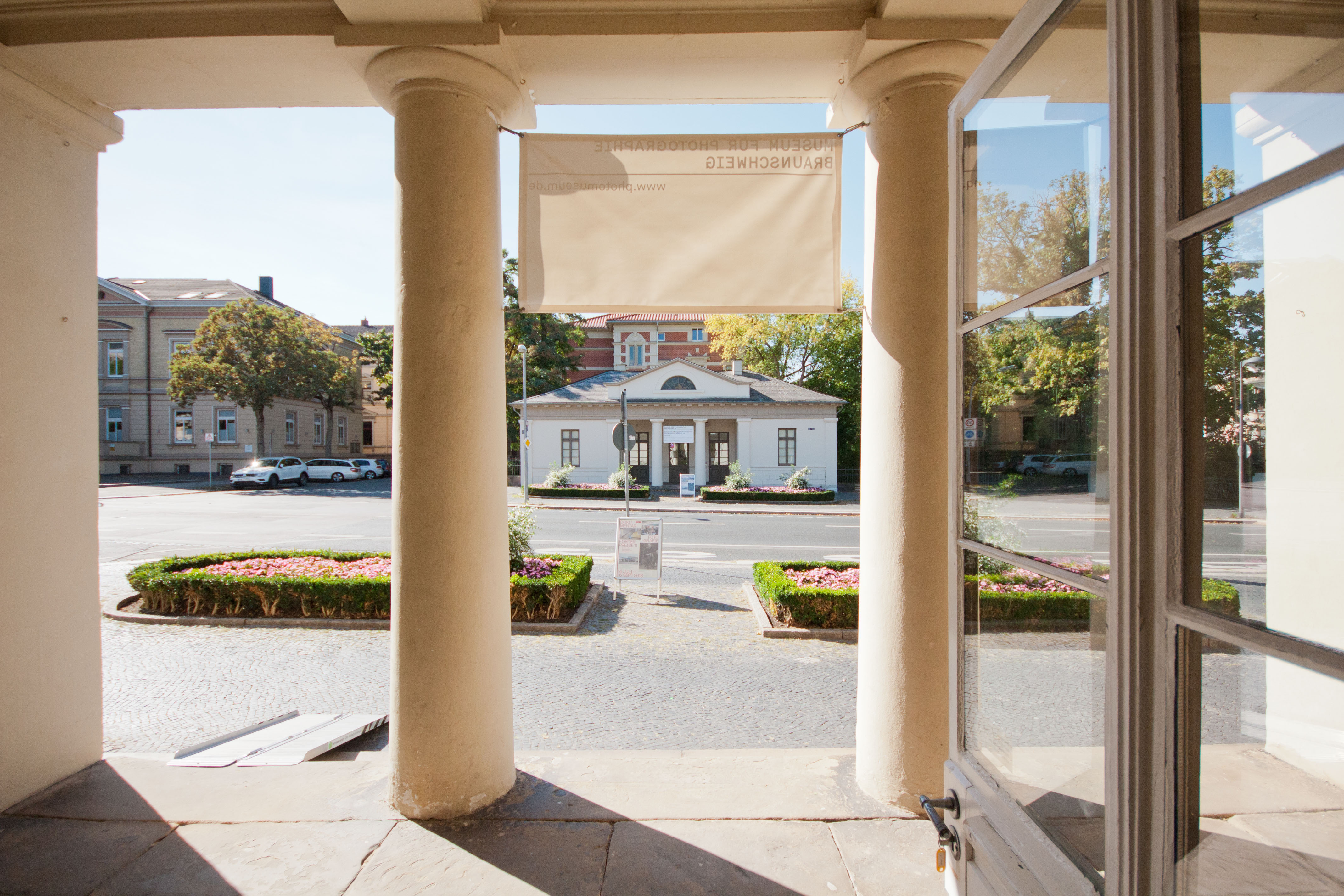
Museum für Photographie, Blick auf Haus 2 vom Haus 1, 2018

Gegründet wurde das Museum 1984 von Braunschweiger Fotografinnen und Fotografen, die ein Forum des Austauschs über fotografische Bilder zu etablieren suchten. Die Leitung übernahmen zunächst Ute Karen Seggelke und Hartmut Rosen. Seit 30 Jahren war und ist die Frage nach der jeweils zeitgenössischen Perspektive auf Fotografie Gegenstand lebendiger Auseinandersetzung des von seinen Mitgliedern getragenen Vereins. Das Museum für Photographie ist ein eingetragener, gemeinnütziger Verein mit über 100 Mitgliedern. Die vielfältigen Aktivitäten werden finanziell ermöglicht durch die Unterstützung der Stadt Braunschweig, dem Land Niedersachsen und durch die Förderung von Kulturstiftungen und Sponsoringmitteln. Aber auch die Mitgliedsbeiträge, Spenden und Eintrittsgelder geben dem Museum den nötigen Rückhalt.

## Programm
Das Museum für Photographie Braunschweig zeigt internationale zeitgenössische Fotografie und wichtige fotografische Werke der zweiten Hälfte des 20. Jahrhunderts. Als ein Ort der Debatte beleuchtet es die aktuellen künstlerischen Praktiken des Mediums aus dem Verständnis der historischen und sozialen Gebrauchsweisen sowie der heutigen Rolle der Fotografie in den Medien. In begleitenden Veranstaltungen wie Führungen, Künstlergesprächen, Lesungen oder Filmvorführungen werden Aspekte der präsentierten Werke und Künstler vertieft und ergänzt. Vielfältige Vermittlungsangebote insbesondere für Kinder und Schulklassen sowie Ausstellungskataloge und Jahresgaben vervollständigen das Programm.
Neben dem Stammsitz in den „Torhäusern“ hat das Museum 2013 in Kooperation mit der Hochschule für Bildende Künste Braunschweig den Ausstellungsort „267 Quartiere für zeitgenössische Kunst und Fotografie“ betrieben.

## Sammlung
Die fotografischen Nachlässe der Braunschweiger Fotografen Käthe Buchler (1876–1930) und Hans Steffens (1915–1994) sowie Nikolaus Geyer (1968–2005) bilden den Schwerpunkt der Sammlung und sind herausragende Archive der Fotografie im Kontext der Braunschweiger Fotografiegeschichte. Die Konvolute von Buchler und Steffens sind trotz ihres regionalen Bezuges von einzigartigem historischem und ästhetischem Wert. Bei Steffens sind die dokumentarischen Gehalte seiner Aufnahmen in und von Braunschweig, die er nach dem Zweiten Weltkrieg kontinuierlich – über 20 Jahre hinweg – als Pressefotograf für die Braunschweiger Zeitung fotografierte und selbst in die Kategorien „Historische Stadtbilder von Bauwerken“, „Denkmäler“, „Museen“, „Kunst“, „Luftbilder“, „Sport/Freizeit“, „Arbeitswelt“, „Städtisches Leben“, „Personen“ und „Mode“ einteilte herausragend. Bei Buchler hingegen ist ihre Vielfalt an Sujets und fotografischen Verfahren zu betonen, wie die überlieferten Autochromplatten, ihre Silbergelatinetrockenplatten und ihre zahlreichen Glasplattendiapositive für Lichtbildervorträge bezeugen. Der Nachlass von Nikolaus Geyer wurde dem Museum für Photographie Braunschweig 2014 übergeben und 2016 nach einer ersten Inventarisierung und Aufarbeitung des Nachlasses in der Ausstellung „Weder Freund noch Feind“ erstmals präsentiert.
Als fotohistorische Schätze können die Fotografien aus der Frühzeit der Fotografie mit den Verfahren der Daguerreotypie, des Salzpapiers, des Albuminpapiers oder der Woodburytypie betrachtet werden, die noch dazu von einigen der wichtigsten Fotografen des 19. Jahrhunderts wie Hill & Adamson, Felix Nadar, Julia Margaret Cameron gefertigt wurden. Sie dokumentieren in ihrer authentischen Überlieferung den Beginn der Fotografie und ihre Entwicklungsgeschichte im 19. Jahrhundert.
Die Sammlung ist im Stadtarchiv Braunschweig untergebracht und wird im Wechsel mit anderen Ausstellungen in den Torhäusern gezeigt.

## Torhäuser Steintor
Das Museum für Photographie Braunschweig befindet sich in zwei ehemaligen Zollhäuschen an der Helmstedter Str. 1 (Torhaus 1) und gegenüber (Haus-Nr. 171 – Torhaus 2), wobei das Haupthaus das Torhaus 1 ist. Wenige Meter stadteinwärts befindet sich das Herzog Anton Ulrich-Museum. Die Torhausanlage ist Teil des Wallrings, der ab 1800 auf dem Gelände der aufgelassenen Bastionärsbefestigung errichtet wurde. Die Planung und Leitung dieser ganzheitlichen Umgestaltung oblag dem Leiter des Bauwesens im Herzogtum Braunschweig, Peter Joseph Krahe. Die spiegelbildlich aufeinander bezogenen und baugleich gestalteten ehemaligen Wach- und Zollhäuser markieren den Okerübergang im Verlauf der Fernstraße nach Magdeburg. Die eingeschossigen Putzbauten bilden mit den vorgelegten Platzflächen eine Einheit. Die strenge Symmetrie, die Verwendung klassizistisch einfacher Formen und die wohlausgewogenen Proportionen verleihen den Torhäusern einen noblen Charakter.